# Yukihiro Takiguchi
Yukihiro Takiguchi (滝口 幸広?, Takiguchi Yukihiro; Chiba, 29 maggio 1985 – Tokio, 13 novembre 2019) è stato un attore, cantante e modello giapponese soprannominato Takki.
Divenne soprattutto noto per il ruolo di rilievo svolto nella stagione 2006-07 per l'adattamento teatrale e musical dell'anime The Prince of Tennis. È morto a causa di un'insufficienza cardiaca.

## Filmografia

### Dorama
| Anno      | Titolo                                                         | Ruolo assunto | Altre notizie             |
| --------- | -------------------------------------------------------------- | ------------- | ------------------------- |
| 2004      | Water Boys 2                                                   |               |                           |
| 2005      | Chakushin Ari                                                  |               | Episodio 01               |
| 2005      | Mahou Sentai Magirangers                                       | Takayaki-san  | Episodio 39               |
| 2006      | Unfair                                                         | Seta Tooru    | Episodio 01               |
| 2007      | Koisuru Nichiyoubi                                             |               |                           |
| 2007      | Asakusa Fukumaru Ryokan                                        |               | Episodio 07               |
| 2007      | Omo?San                                                        |               | 25-29/Aprile e 2-6/Maggio |
| 2008      | Tadashii Ouji no Tsukurikata                                   | Souma Fumizou |                           |
| 2008      | Bomb-bee Men (Binbou Danshi)                                   | Abe           |                           |
| 2008      | Tokyo Ghost Trip                                               | Inui Ryuu     |                           |
| 2008      | Gokusen 3                                                      |               | Episodio 08               |
| 2008–2009 | Pochitama                                                      | regular       |                           |
| 2009      | Atashi-tachi no Momoiro Nikki—Cappuccino ~Otouto no Tomodachi~ | Jun           | Episodio 05               |
| 2009      | Koishite Akuma                                                 |               | Episodio 01               |
| 2009      | Buzzer Beat                                                    |               | Episodio 07               |
| 2010      | Arienai                                                        |               | Episodio 07               |

### Cinema
| Anno | Titolo | Ruolo assunto   | Altre note                                                                       |
| ---- | --- | --------------- | -------------------------------------------------------------------------------- |
| 2007 | Water | Ryouun          | BL (ovvero di argomento omosessuale), trasmesso solo nelle sale cinematografiche |
| 2007 | ?YOSHIMOTO DIRECTOR's 100? Archiviato il 14 giugno 2012 in Internet Archive. - Akatsuki ni Shi, Dakishimete | Protagonista    | Trasmesso solo al cinema                                                         |
| 2008 | Takumi-kun 1, Takumi-kun Series Soshite Harukaze ni Sasayaite                                               | Akaike Shouzou  | BL                                                                               |
| 2009 | Ani to Boku no Fufugenka, Ani to Boku no Fuufugenka                                                         |                 |                                                                                  |
| 2009 | Takumi-kun 2, Takumi-kun Series Niji-iro no Garasu                                                          | Akaike Shouzou  | BL                                                                               |
| 2009 | Ikemen Bank The Movie                                                                                       |                 |                                                                                  |
| 2010 | Takumi-kun 3, Takumi-kun Series Bibou no Detail                                                             | Akaike Shouzou  | BL                                                                               |
| 2010 | Tsuki to Uso to Satsujin                                                                                    | Okudera Kousuke |                                                                                  |
| 2011 | Takumi-kun 4, Takumi-kun Series Pure                                                                        | Akaike Shouzou  | BL                                                                               |
| 2011 | Gangsta |                 |                                                                                  |
| 2011 | Takumi-kun 5, Takumi-kun Series Ano, Hareta Aozora                                                          | Akaike Shouzou  | BL                                                                               |
| 2014 | Kamen Rider Drive Episode 0: Countdown To Global Freeze                                                     | Hayase Akira    |                                                                                  |
| 2015 | Seven Days: Monday - Thursday                                                                               |                 | BL                                                                               |
| 2015 | Seven Days: Friday - Sunday                                                                                 |                 | BL                                                                               |